# 엑토르 소토
엑토르 "피키" 소토(Héctor "Picky" Soto, 1978년 6월 20일 ~ )는 푸에르토리코의 배구 선수이다.

## 선수 경력
엑토르 소토는 15세부터 푸에르토리코 클럽에서 선수 생활을 하였으며, 21세부터는 벨기에 마세이크 클럽을 시작으로 이탈리아, 러시아 리그를 누볐다. 2007년 월드컵에서는 최다 득점을 기록하며 조국인 푸에르토리코가 6위에 드는 데 크게 기여하였다. 이어 2007년 노르세카 챔피언십 대회에서는 주장으로서 104점을 기록하며 최다 득점을 기록하기도 하였다.. 이후 2010년 팬아메리칸 선수권 대회에 출전, 동메달을 따는 데 기여하였다.. 이런 그의 활약으로 그는 2010년 10월 현대캐피탈에 입단하게 된다. 그러나 시즌 후 재계약에 실패했다.

## 수상 경력
- 2006년 중앙 아메리카 카리브해 선수권 대회 MVP
- 2006년 중앙 아메리카 카리브해 선수권 대회 최다 득점상
- 2006년 FIVB 월드 챔피언십 최다 득점상
- 2007년 팬아메리칸 게임 최다 득점상
- 2007년 노르세카 챔피언십 대회 최다 득점상
- 2007년 FIVB 월드리그 최다 득점상

## 참고 문서
1. ↑  José Ayala Gordián (2008년 6월 25일). “"Picky" Soto estelariza campaña de Gatorade” (스페인어). Primera Hora. 2014년 12월 4일에 원본 문서에서 보존된 문서. 2008년 6월 27일에 확인함.
2. ↑  NORCECA. “Puerto Rico defeats Brazil in bronze medal match”. 2010년 6월 2일에 원본 문서에서 보존된 문서. 2010년 5월 29일에 확인함.
3. ↑  현대캐피탈 외국인 선수 헥터 소토 영입 확정[깨진 링크(과거 내용 찾기)] 2010년 8월 24일 10:00